# يمين إلى يسار
يشير مصطلح «من اليمين إلى اليسار» (right to left أو RTL بالإنجليزية) إلى أنظمة الكتابة التي تكتب نصوصها من اليمين إلى اليسار.

## قائمة بلغات تكتب من اليمين إلى اليسار
- العربية
- العبرية
- الفارسية
- الأوردو
- الأوردو سندية
- الباشتو
- اليديشية
- السريانية
- المندائية
- السامرية
- اللغة الإيزيدية 𐺒𐺢𐺞𐺀𐺠
- الآرامية
- الكردية
- اللغة الكشميرية